# اكمة القحاف (السبرة)

تعديل مصدري - تعديل

اكمة القحاف محلة تابعة لقرية ادمات، التابعة لعزلة الابروة بمديرية السبرة إحدى مديريات محافظة إب في الجمهورية اليمنية.، بلغ تعداد سكانها 75 حسب تعداد اليمن لعام 2004.